# Wybory prezydenckie w Wenezueli w 2018 roku
Wybory prezydenckie w Wenezueli w 2018 roku – wybory prezydenckie przeprowadzone w Wenezueli 20 maja 2018 roku. 
W głosowaniu urzędujący prezydent Nicolás Maduro uzyskał 5,8 mln głosów, natomiast Henri Falcon 1,8 mln, a Javier Bertucci 900 tys. głosów. Obaj opozycyjni kandydaci oskarżyli rząd o kupowanie głosów, fałszerstwa wyborcze i odmówili uznania wyników wyborów. Równocześnie inni opozycjoniści, jak Leopoldo Lopez i Julio Borges nie mogli wystartować w wyborach z powodu odmowy władz.
Według danych państwowej komisji wyborczej frekwencja wyniosła 46%, natomiast szacunki opozycji były bliskie 30%. W związku z fałszerstwami, kupowaniem głosów i zastraszaniem przeciwników politycznych uznania wyników wyborów i reelekcji prezydenta Maduro odmówiły Stany Zjednoczone, Unia Europejska i Brazylia, Meksyk, Chile, Kolumbia i Argentyna. Nieuznanie ważności wyboru Nicolasa Maduro przez opozycję doprowadziło do kryzysu prezydenckiego.